# Gllogjan
Gllogjan (serbiska: Глођане) är en ort i Kosovo. Den ligger i den västra delen av landet, 70 km väster om huvudstaden Priština. Gllogjan ligger 502 meter över havet och antalet invånare är 2 000.
Terrängen runt Gllogjan är platt åt sydost, men åt nordväst är den kuperad. Runt Gllogjan är det ganska tätbefolkat, med 222 invånare per kvadratkilometer. Närmaste större samhälle är Deçan, 7,1 km nordväst om Gllogjan. Omgivningarna runt Gllogjan är en mosaik av jordbruksmark och naturlig växtlighet.